# 由良半島
由良半島（ゆらはんとう）とは、四国の南西部から、細長く曲がりくねりながら豊後水道へと約13 kmにわたって突き出した半島である。由良半島の先端は由良岬と呼ばれている。半島の背稜は、宇和島市と南宇和郡愛南町との行政境界を成している。由良半島の一部は、足摺宇和海国立公園の区域に含まれる。

## 歴史

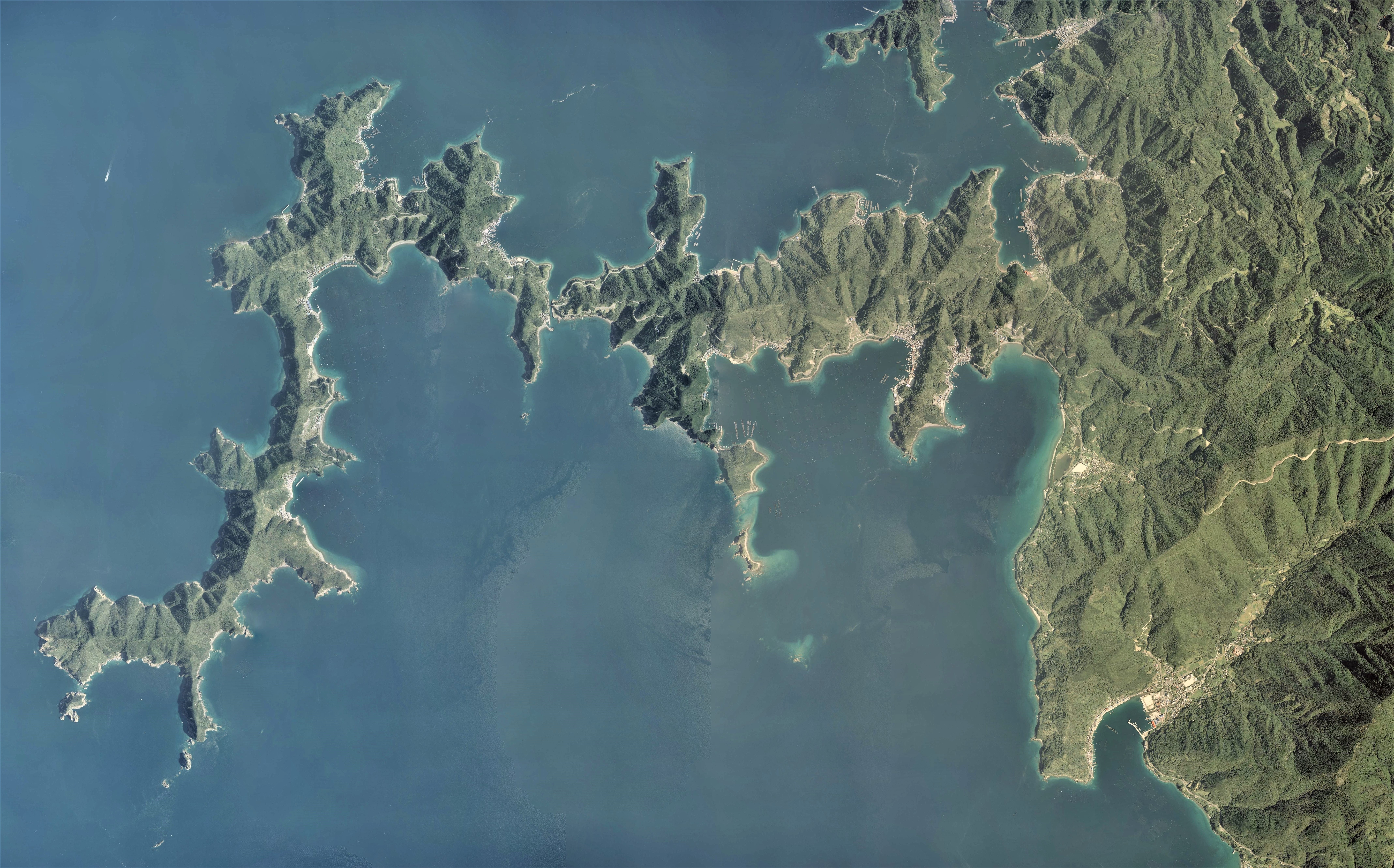
由良半島の空中写真。2007年撮影の13枚を合成作成。
。

由良半島は和船が使用されていた頃には迂回に時間を要し、半島の突端付近の海域では船の難破事故も多かった。このため、小型漁船は半島の中央付近の地峡部を、持ち運んで陸送して越えることもあった。これが「船越」と言う地名の由来ともなっている。船越の住民は、船の運搬に労力を提供し、船1隻につき酒1又は2升の清酒の謝礼が通例であったと伝えられる。また、宇和島藩の猟場が鹿島に存在したことから、鹿島に向かう際に、船越で藩主は一旦降りて山越えしてから休息をとりつつ、半島を迂回する船を待ったとされている。この船越には、1966年に船越運河が整備された。
なお、太平洋戦争中には、日本海軍佐伯防衛隊が豊後水道から侵入する敵国の潜水艦を探知するため、半島の突端部に防備衛所や見張り所、砲台等が設置された。現在も遺構が残存している。

## 社会
由良半島は曲がりくねっており、入り江が形成されているため、いくつかの漁業集落が形成されている。かつてはイワシ等の漁場であったが、今日では半島の南北海域の多くは魚類又は真珠貝の養殖場に変化した。大きい集落の中には小学校（分校含む）のある集落もある。
また、磯釣りの名所ともなっている。

## 交通
由良半島の基部には国道56号が建設され、鳥越トンネルで宇和島市と愛南町の境界を簡単に通過できるように整備されている。半島には海岸線を縫うように愛媛県道292号が縦貫している。